# JerryC
JerryC（ジェリーシー、中国語:張逸帆、1981年8月31日 - ）は台湾のギタリスト。台北市出身、身長184cm。

## 人物
ヨハン・パッヘルベルのカノンをハード・ロックにアレンジした、カノンロックのビデオをYouTubeにアップしたことで世界的に有名となった。
その後はギタリストだけでなく、音楽プロデューサー、作曲家としても活動し、noovyや A-Lin（黄麗玲＝ホァン・リーリン）、WeiBird（韋禮安＝ウェイ・リーアン）など数多くの台湾アーティストのプロデュースや楽曲提供を行っている。

## 自作曲
- Canon Rock
- Rock On
- Alien Walker
- Whose Atumn
- Wedding in the Dream
- Sweeping from Heaven

## 機材
- Fender American Deluxe
- Fender Japan Stratocaster
- Line6 variax500
- ESP Horizon FR-II